# Columbus (Mississippi)
Columbus település az Amerikai Egyesült Államok Mississippi államában, Lowndes megyében, melynek megyeszékhelye is. Lakosainak száma 24 084 fő (2020. április 1.).

## Népesség
A település népességének változása:
| Lakosok száma | 23 798 | 23 640 | 24 084 |
|               | 2008   | 2010   | 2020   |